# Zsigmond Vincze
Dans le nom hongrois Vincze Zsigmond, le nom de famille précède le prénom, mais cet article utilise l’ordre habituel en français Zsigmond Vincze, où le prénom précède le nom.
Zsigmond Vincze, né le 1er juillet 1874 à Zombor et décédé le 30 juin 1935 à Budapest, est un pianiste, chef d'orchestre et compositeur hongrois, auteur de plusieurs opérettes à succès.

## Biographie et carrière
Zsigmond Vincze suit une formation musicale à Budapest, il y devient chef d'orchestre de la Király Színház. Il occupe ensuite le poste de directeur musical de l'opéra de Debrecen. Il obtient son premier succès en 1909 qui l'encourage à continuer à composer d'autres œuvres scéniques qui seront bien reçues au cours des 20 années suivantes.
La chanson Szép vagy, gyönyörű vagy Magyarország (Hongrie, tu es belle et splendide) de son opérette A hamburgi menyasszony (La mariée de Hambourg) est citée par Bartók dans le quatrième mouvement de son Concerto pour orchestre. Il écrit également la musique Az utolsó bohém (Le dernier Bohémien) en 1913.

## Œuvres principales
- Tilos a csók – Budapest, 1909
- Limonádé ezredes – Budapest, 1912
- A cigánygrófné – Budapest, 1920
- A hamburgi menyasszony – Budapest, 1922
- Az erősebb – Budapest, 1924
- Annabál – Budapest, 1925
- Huszárfogás – Budapest, 1930

## Source
- (en) Cet article est partiellement ou en totalité issu de l’article de Wikipédia en anglais intitulé « Zsigmond Vincze » (voir la liste des auteurs).